# Forever (松田聖子のアルバム)
『Forever』（フォーエヴァー）は、松田聖子通算31枚目のオリジナル・アルバム。1998年5月8日発売。発売元はマーキュリー・ミュージックエンタテインメント。

## 解説
コンサートで歌われることによってセットリストの常連になりつつある「眠れない夜」が初収録されたアルバム。2003年に行われたベスト・アルバム収録曲を決めるリクエストでもアルバム曲&C/W曲部門で30位以内にランクインしたがそのベスト（『Another side of Seiko 27』）には上位27曲までしか収録されていないため、選曲から漏れている。ジャケット写真、および歌詞カードインナーフォトは篠山紀信。連動したコンサートのツアー・グッズには、ジャケット写真で松田の胸元に貼ってあったロゴのハート型タトゥーシールが販売された。本作からリカットシングル「恋する想い〜Fall in love〜」が同年6月17日に発売された。

## 収録曲
全作詞:Seiko Matsuda　全作曲:Seiko Matsuda・Ryo Ogura
編曲:Yuji Toriyama（特記以外）小倉良・栗尾直樹（9・10）小倉良・石塚知生（5）
1. Forever　（4:45）
2. 恋する想い〜Fall in love〜　（4:47）
日本テレビ系『スーパーテレビ情報最前線』エンディング・テーマ
3. 眠れない夜　（4:04）
4. Can't Say Goodbye　（4:39）
5. 悲しい秘密　（4:25）
6. Epilogue～結末～　（4:00）
7. 風に吹かれて　（4:28）
8. しあわせをありがとう　（4:16）
9. Dear Father　（4:44）
10. I Love You　（5:02）

## 関連作品
- Forever
  - Seiko '96-'98
- 恋する想い～Fall in love～
  - シングル「恋する想い〜Fall in love〜#関連作品」参照
- 眠れない夜
  - We Love SEIKO -35th Anniversary 松田聖子究極オールタイムベスト50Songs-
- 風に吹かれて
  - Seiko '96-'98
- Dear Father
  - Seiko '96-'98

## 関連人物
- 小倉良
- 鳥山雄司